# Philoneptunus neesi
Philoneptunus neesi är en kräftdjursart som beskrevs av Jelinek och Swanson 2003. Philoneptunus neesi ingår i släktet Philoneptunus och familjen Trachyleberididae. Inga underarter finns listade i Catalogue of Life.